# چلچله گلوقهوه‌ای
چلچله گلوقهوه‌ای (نام علمی: Riparia paludicola) نام یک گونه از سرده چلچله‌های کرانه‌ای است.